# Tarascan
Tarascan (Tarasco, Tarascan, pl. Tarascans; isto i P'orhepecha, P'urhepecha).- indijanska etnolingvistička porodica iz Michoacána u Meksiku, koja obuhvaća dva tarasco jezika kojim se služe pripadnici ribarskog naroda Taraski (Purépecha) s jezera Pátzcuara, u blizini vulkana Paricutína. 
Dva taraskička jezika su purépecha del oeste de las sierras i purepecha.

## Vanjske poveznice
- [ Ethnologue (14th)] /
- Ethnologue (15th)
- Tarascan family
- Tree for Tarascan[neaktivna poveznica]